# Heinrich Schiff
Pour les articles homonymes, voir Schiff.
Heinrich Schiff est un violoncelliste et chef d'orchestre autrichien, né le 18 novembre 1951 à Gmunden et mort le 23 décembre 2016 à Vienne.

## Biographie
Heinrich Schiff étudie le violoncelle auprès d'André Navarra et la direction d'orchestre auprès de Hans Swarowsky. Il était considéré comme le plus grand violoncelliste germanophone de sa génération, et comme le plus grand violoncelliste germanophone vivant depuis la mort de Siegfried Palm. 
En 2012, il cesse sa carrière de soliste, pour se consacrer à la direction, dirigeant notamment le Northern Sinfonia (dont il fut directeur musical de 1990 à 1996), l'orchestre philharmonique de Copenhague ou l'Orchestre de chambre de Vienne.
Son répertoire est vaste, allant des baroques (Bach, Vivaldi) en passant par les classiques et les romantiques (Haydn, Beethoven, Brahms, Dvorak, Schumann) jusqu'aux compositeurs contemporains (Lutoslawski, Henze, Berio).